# Polyphylla
Genre
Polyphylla est un genre d'insectes coléoptères de la famille des Scarabaeidae (anciennement des Melolonthidae), sous-famille des Melolonthinae, tribu des Melolonthini, sous-tribu des Melolonthina.

## Historique et dénomination
Le genre Polyphylla a été décrit par l’entomologiste américain Thaddeus William Harris en 1841.

### Synonymie[2]
- Macranoxia Crotch, 1873
- Polylamina Hardy, 1974

### Nom vernaculaire
- Polyphylle en français[3].

## Taxinomie
Liste des espèces
- Polyphylla aeolus
- Polyphylla anteronivea
- Polyphylla arquta
- Polyphylla barbata
- Polyphylla cavifrons
- Polyphylla comes
- Polyphylla crinita
- Polyphylla decemlineata
- Polyphylla diffracta
- Polyphylla donaldsoni
- Polyphylla erratica
- Polyphylla fullo
- Polyphylla hammondi
- Polyphylla hirsuta
- Polyphylla mescalerensis
- Polyphylla monahansensis
- Polyphylla nubila
- Polyphylla occidentalis
- Polyphylla pottsorum
- Polyphylla starkae
- Polyphylla variolosa

En Europe, 2 sous-genres : Polyphylla (Polyphylla) comprenant 7 espèces et Polyphylla (Xerasiobia) avec une espèce.
La seule espèce de ce genre en France métropolitaine est Polyphylla fullo (ou Polyphylla (Polyphylla) fullo), le hanneton foulon.

## Description
- Antennes de dix articles ; à massue de six feuillets (chez la femelle ), de sept feuillets (chez le mâle) ; à premier et deuxième articles sensiblement dilatés, en dehors, à l'extrémité. 
- Ongles munis d'une dent arquée, basilaire (chez le mâle), rapprochée de la moitié de la longueur (chez la femelle ). 
- Épimères du métathorax largement apparents. Hanches postérieures transverses; à bords antérieur et postérieur sub-parallèles.  Pygidium sans prolongement. 
- Corps oblong, convexe.
- Mandibules cornées, obtusément dentées à l'extrémité. Mâchoires et palpes à peu près comme chez les Melolontha.